# C6H13NO3S
化学式C6H13NO3S（摩尔质量：179.23 g/mol）可以指：
- 福多司坦，CAS号：13189-98-5
- 环拉酸，CAS号：100-88-9
- 硫代吗啉-4-乙醇-1,1-二氧化物，CAS号：26475-62-7
- 1-甲磺酰基哌啶-4-甲醇，CAS号：141482-19-1

|  | 这个同类索引页列出了具有相同分子式的化学物（即同分異構體）条目。 除非您是有意链接至本页，否则应将相应条目的内部链接指向正确的条目。 |